# 16199 Rozenblyum
A 16199 Rozenblyum (ideiglenes jelöléssel 2000 BX26) a Naprendszer kisbolygóövében található aszteroida. A LINEAR projekt keretében fedezték fel 2000. január 30-án.